# Scopula dubernardi
Scopula dubernardi är en fjärilsart som beskrevs av Charles Oberthür 1923. Scopula dubernardi ingår i släktet Scopula och familjen mätare. Inga underarter finns listade.